# Messkolben

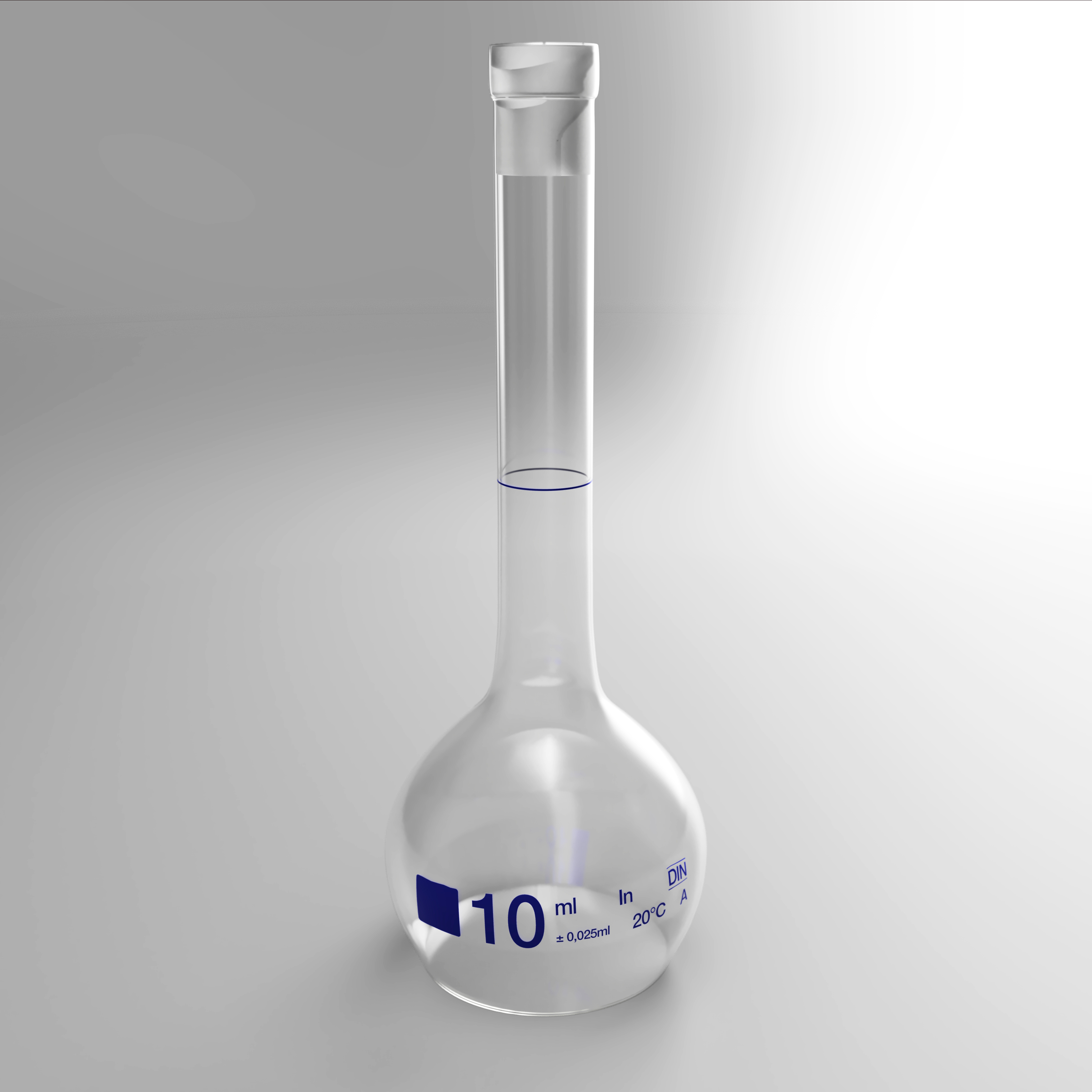
Ein 10-ml-Messkolben (der Stopfen ist nicht abgebildet; 3D-Modell).

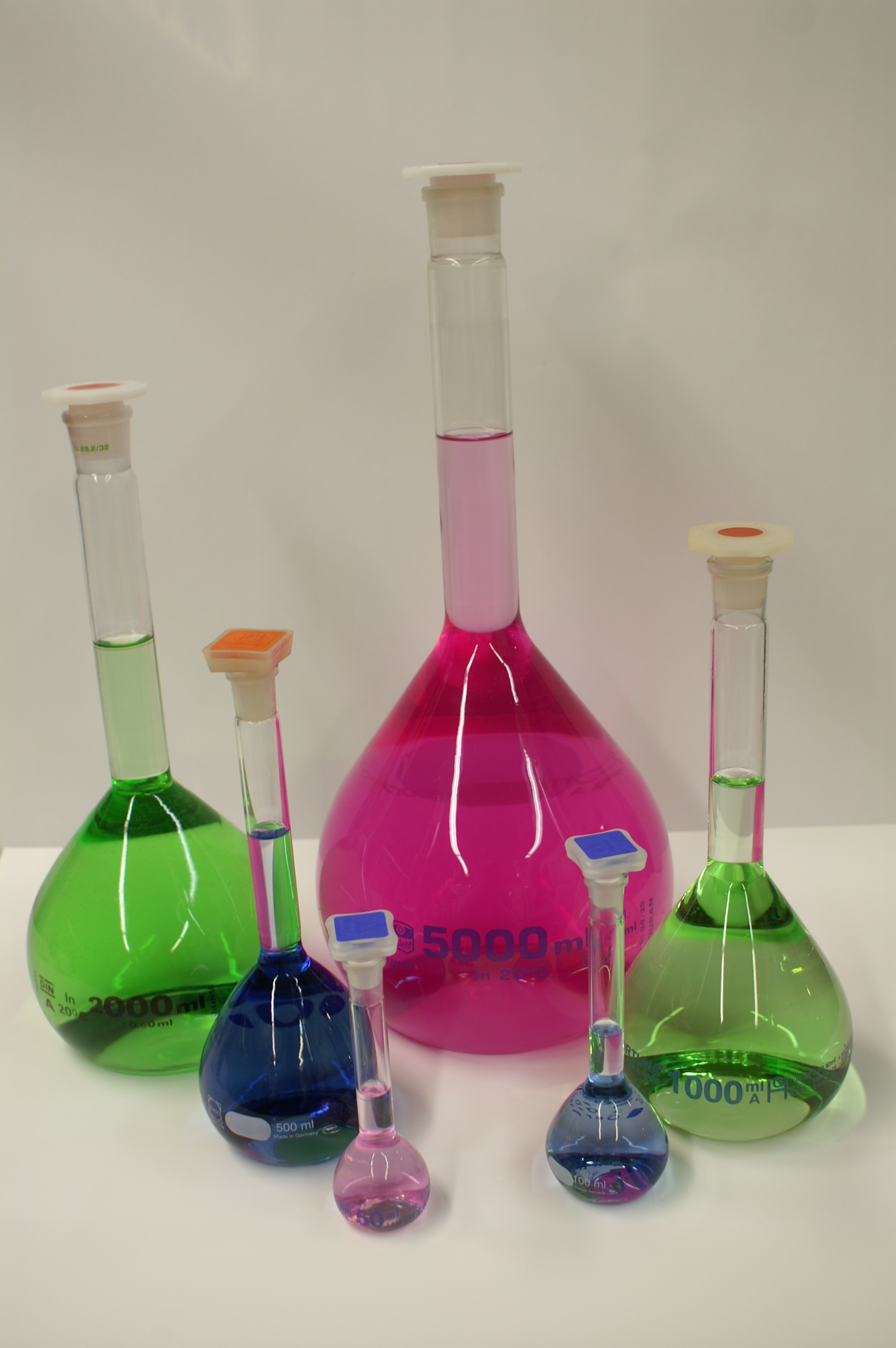
Auswahl verschiedener Messkolben mit Normschliff und PP-Stopfen

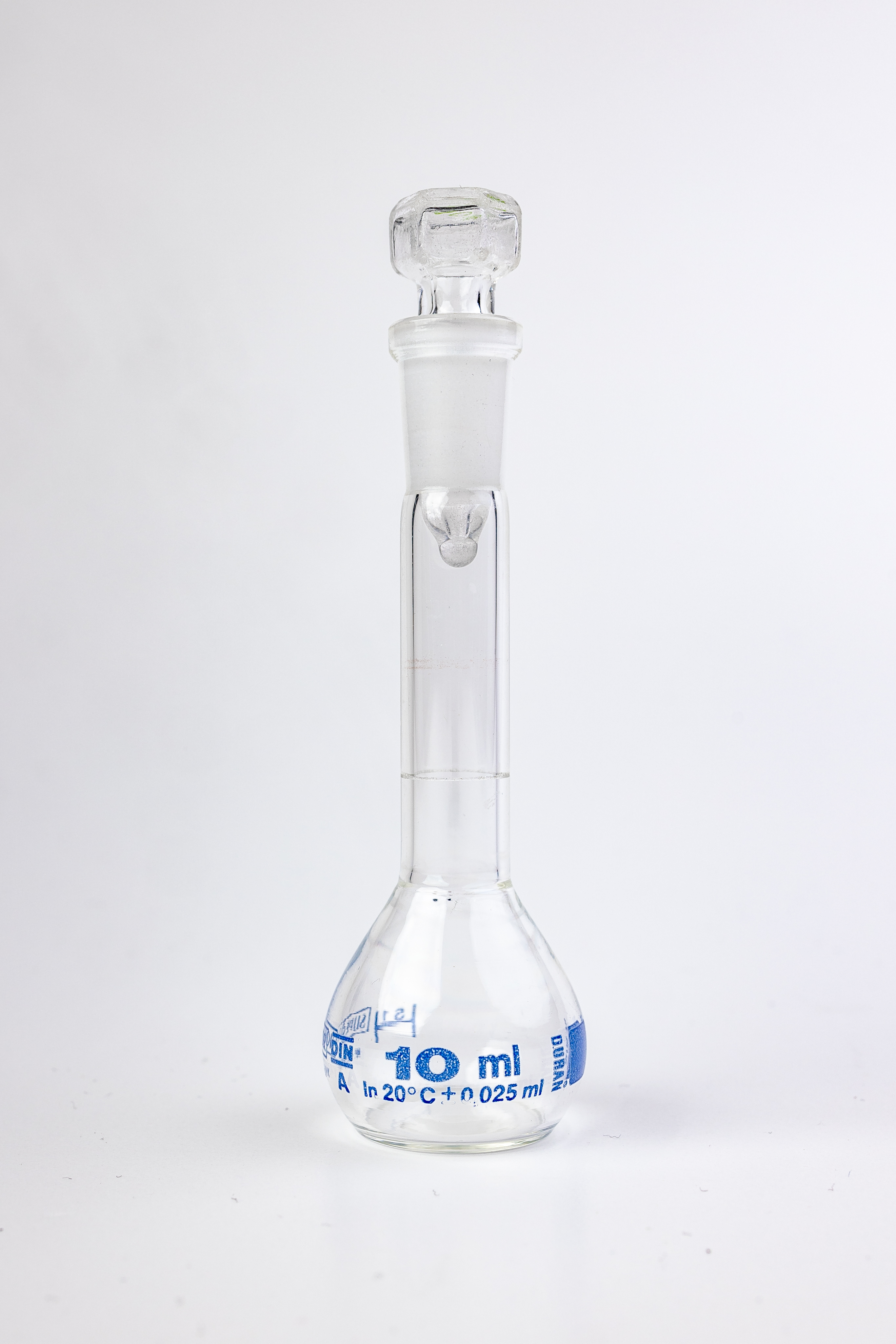
Ein 10-ml-Messkolben mit Stopfen.

Messkolben (manchmal auch Maßkolben) werden hauptsächlich zum Ansetzen und Aufbewahren von Maßlösungen mit sehr genauen Konzentrationen verwendet. Da sie auf Einlauf (oder Einguss) justiert sind, sind es keine Volumenmessgeräte.
Messkolben haben keine Skalierung, sondern besitzen eine einzige Ringmarke, die ganz um den Hals gezogen ist, um Ablesefehler zu vermeiden. Die Auffüllung ist korrekt, wenn der untere Meniskus der Flüssigkeit die Ringmarke tangiert, genauso, wie bei Büretten üblich. Bei gerader Aufsicht auf den Messkolben soll die unterste Flüssigkeitswölbung (Meniskus) direkt auf der Ringmarkierung liegen. Wasser wird durch Adhäsionskräfte mit den Glasrändern immer etwas nach oben geschoben, daher wählt man bei der Ablesung die mittlere Flüssigkeitsoberfläche.
Die Messkolben werden vom Hersteller auf eine Wassertemperatur von 20 °C justiert. Wasser hat die höchste Dichte (ρ = 1,000 g/cm³) bei 4 °C, bei 20 °C ist die Dichte etwas geringer als bei 4 °C. Messkolben der Klasse A weisen die genausten Ergebnisse auf (bis 1/4000 Genauigkeit). Es gibt jedoch auch Messkolben der Klasse B, die ebenfalls hohe Genauigkeiten erreichen. Je nach Hersteller kann es zu Abweichungen kommen.

## Vorbereitung einer Maßlösung
Es ist darauf zu achten, dass der Kolben völlig sauber ist, speziell völlig fettfrei, weil es sonst zu einer unvollständigen Benetzung (Tränenbildung) des Wassers an der Gefäßwand kommt. Dadurch kann es zu Fehlern im ‰-Bereich kommen. Alle Lösungen, die angesetzt werden, müssen genau zur Ringmarkierung aufgefüllt werden. Zuvor wird die Temperatur des destillierten Wassers geprüft; sie sollte etwa 20 °C betragen. Es wird häufig 1 oder 0,1 mol bzw. 1 oder 0,1 Äquivalent Stoff mit einer Waage in einem Becherglas abgewogen; der Stoff wird dann mit destilliertem Wasser vollständig gelöst in den Messkolben überführt – ohne dass auch nur ein einziger Tropfen neben den Messkolben gelangt. Mit weiterem destilliertem Wasser wird das Becherglas nachgespült und in den Messkolben überführt. Mit einer Spritzflasche wird dann der Messkolben bis dicht zur Füllmarke aufgefüllt. Mit einer Pasteurpipette kann die letzte Menge Flüssigkeit bis exakt zur Füllmarke eingefüllt werden. Dann wird der Kolben umgeschüttelt und die Lösung ist fertig. Trotz aller Sorgfalt sollte bei selbst angesetzten Maßlösungen der Faktor bestimmt werden. Diese Faktorbestimmung sollte auch bei gekauften Lösungen durchgeführt werden, wenn sie angebrochen einige Zeit gestanden haben, weil durch den Luftraum über der Lösung durch Verdunstung oder chemischen Reaktionen sich die Konzentration der Maßsubstanz geändert haben kann.

## Sonstiges
Mit sehr genauen Messkolben von 1000 ml Fassungsvermögen lässt sich eine Genauigkeit von bis zu 1/4.000 realisieren, sie dienen häufig zur Herstellung von Maßlösungen in der Titrimetrie. Büretten erreichen maximal eine Genauigkeit von 1/1000. Kleinere, kalibrierte Messkolben können zur ersten Dichtebestimmung von Lösungen genutzt werden, wenn Pyknometer nicht vorrätig sind.
Da Messkolben auf Einguss kalibriert sind, lassen sich mit mehreren Messkolben durch ein mehrstufiges Verdünnen sehr gering konzentrierte Lösungen erstellen. Hierbei wird ein bestimmtes Volumen einer höher konzentrierte Lösung in einen Messkolben eingefüllt und dann mit einem Lösungsmittel aufgefüllt. Dieser Vorgang kann mehrfach wiederholt werden, bis die gewünschte Konzentration erreicht wird. Bei der Angabe der Konzentration sollte die Fehlerfortpflanzung beachtet werden.
Messkolben weisen im oberen Bereich bauchige Rundungen auf, damit eventuelle sich bildende Gasblasen aus der Lösung einfacher entweichen können.
Sollten sich dennoch Gasblasen in der Lösung befinden, muss der Messkolben etwas geschwenkt werden, damit die Blasen nach oben steigen.
Durch den schmalen Hals ergibt sich eine hohe Einstellgenauigkeit für das Lösungsmittelvolumen. Messkolben sind somit neben Vollpipetten und Büretten für die Analyse die genausten Volumenmessgeräte im Labor.
Messkolben sind auf Einlauf (oder Einguss) kalibriert, d. h., die aufgenommene Flüssigkeitsmenge entspricht der aufgedruckten Volumenangabe unter Beachtung des ebenfalls angegebenen Fehlers. Beim Umfüllen der Flüssigkeit in ein anderes Gefäß bleibt immer ein geringer Teil der Flüssigkeit im Messkolben zurück, sodass die übertragene Flüssigkeitsmenge geringer als der Inhalt ist.
Das Erhitzen von Messkolben kann zu Verlust an Messgenauigkeit führen.
Handelsüblich sind Messkolben von 5 Milliliter bis 10 Liter Inhalt. Sie bestehen meist aus Borsilikatglas, Polypropylen oder Polymethylpenten, wobei aber nur Glasgeräte geeicht werden können.